# Луций Аврелий Галл (консул 174 года)
Луций Аврелий Галл (лат. Lucius Aurelius Gallus) — римский государственный деятель второй половины II века.
Его отцом был консул-суффект 146 года Луций Аврелий Галл. В 174 году Галл занимал должность ординарного консула вместе с Квинтом Волузием Флакком Корнелианом. В 179—182 годах он находился на посту легата пропретора Далмации.
Его сыном был консул 198 года Луций Аврелий Галл.